# ۶۵۹ (پیش از میلاد)
۶۵۹ (پیش از میلاد) ۶۵۹مین سال قبل از تقویم میلادی است.